# Damien Bridonneau
Damien Bridonneau est un footballeur français né à Niort le 19 avril 1975. Il évolue au poste de défenseur droit mais il peut également rendre service dans l'axe.
Il réalise la totalité de sa carrière en Ligue 2. Il débute en professionnel en 1994, sous les couleurs des Chamois niortais, l'équipe de sa ville natale. Il joue ensuite au Mans de 2000 à 2003, avant de disputer une saison avec l'AS Saint-Étienne, dont il est le héros de la montée en Ligue 1 en 2004. Après une unique saison en Vert, il évolue à Guingamp entre 2004 et 2006, puis à Bastia entre 2006 et 2008. Il s'engage enfin à Vannes où il joue peu jusqu'à sa retraite professionnelle en 2010.
Après sa carrière de joueur, il s'installe à Bastia pour se reconvertir dans l'immobilier. En 2020, il propose un projet de reprise des Chamois niortais qui n'aboutit pas.

## Carrière

### Débuts à Niort, puis passage au Mans (1981-2003)
Damien Bridonneau rejoint les Chamois niortais à l'âge de 6 ans, il joue dans toutes les équipes de jeunes du club avant d'être lancé en professionnel par Robert Buigues lors de la saison 1994-1995, à l'âge de 19 ans.
Après avoir joué pendant six ans pour son club formateur, il signe en 2000 au Mans UC, un autre club de deuxième division. 
En 2003, il obtient la montée en Ligue 1 avec le club sarthois mais reste en Ligue 2 en signant à l'AS Saint-Étienne. Ce départ est en partie dû au fait que Le Mans recrute plusieurs défenseurs à l'été 2003, ce qui menace la place de titulaire de Bridonneau.

### Héros de la montée à Saint-Étienne (2003-2004)
Il ne reste qu'une seule saison dans le Forez, le temps de décrocher une nouvelle montée agrémentée d'un titre de champion de Ligue 2 acquis en toute fin de championnat grâce à son unique but sous le maillot vert.  
Le 22 mai 2004, alors que l'on dispute la 86e minute du dernier match de la saison au Stade Geoffroy-Guichard, le SM Caen est virtuellement Champion de car les Verts sont bloqués à 1 but partout face à la Berrichonne de Châteauroux. Cependant, alors qu'il ne reste que quatre minutes pour inverser la tendance, Damien Bridonneau monte sur une contre-attaque et, à la suite d'une balle piquée de Frédéric Mendy, réalise une reprise de volée acrobatique pour inscrire le but du 2-1. Un but qui permet à l'AS Saint-Étienne d'être pour la troisième fois Championne de France de Ligue 2.  

### Continuité en Ligue 2 (2004-2010)
Malgré l'opportunité de jouer en première division avec l'ASSE, il décide de rester en Ligue 2, où il rejoint l'ambitieuse équipe de Guingamp.  
Malgré deux bonnes saisons individuelles, il ne parvient pas à emmener le club breton sur le podium du championnat, et donc en première division. 
En 2006, il souhaite changer d'air malgré l'insistance des Bretons pour le faire prolonger et, après quelques tergiversations, refuse l'offre de Grenoble pour signer au SC Bastia. Il joue deux saisons pleines en Corse, échouant à deux reprises dans l'accession à la Ligue 1 (6e place en 2007 puis 9e place en 2008).
Lors du mercato 2008, alors que son contrat avec Bastia vient de prendre fin, il s'engage pour une saison (assorti d'une prolongation d'une année supplémentaire) avec le club breton de Vannes, promu en Ligue 2.

## Reconversion

### Immobilier
A la fin de sa carrière de footballeur professionnel, Damien Bridonneau s'installe à Bastia pour entamer un projet dans les domaines de l'immobilier et de la construction. Ces deux sujets l'intéressaient déjà durant sa carrière sportive.

### Retour avorté à Niort
En 2020, Bridonneau est mandaté par des investisseurs pour rechercher une collaboration avec un club de Ligue 2. Il propose alors Niort, son club formateur qui s'apprête à se séparer de son président d'alors, Karim Fradin.
Malgré de longues discussions avec le club, le projet porté par Bridonneau n'aboutit pas, l'ancien joueur dénonce alors des "dés pipés" dans les négociations et regrette de n'avoir pas été pris au sérieux.

## Détails des matchs
Damien Bridonneau dispute 376 matchs de championnat, répartis comme suit :
- 1994-1995 :  Chamois niortais FC (D2), 1 match
- 1995-1996 :  Chamois niortais FC (D2), 30 matchs, 1 but
- 1996-1997 :  Chamois niortais FC (D2), 37 matchs
- 1997-1998 :  Chamois niortais FC (D2), 14 matchs
- 1998-1999 :  Chamois niortais FC (D2), 13 matchs
- 1999-2000 :  Chamois niortais FC (D2), 37 matchs, 2 buts
- 2000-2001 :  Le Mans UC (D2), 22 matchs, 1 but
- 2001-2002 :  Le Mans UC (L2), 28 matchs
- 2002-2003 :  Le Mans UC (L2), 26 matchs, 1 but
- 2003-2004 :  AS Saint-Étienne (L2), 30 matchs, 1 but
- Août 2004 :  AS Saint-Étienne (L1), 0 match
- 30/08/04-2005 :  EA Guingamp (L2), 31 matchs
- 2005-2006 :  EA Guingamp (L2), 36 matchs
- 2006-2007 :  SC Bastia (L2), 33 matchs
- 2007-2008 :  SC Bastia (L2), 32 matchs
- 2008-2009 :  Vannes OC (L2), 6 matchs
- 2009-2010 :  Vannes OC (L2), 0 match[12]

## Palmarès de footballeur
Le Mans UC 72 :
- Vice-Champion de Ligue 2 en 2003

 AS Saint-Étienne :
- Champion de Ligue 2 en 2004